# Milhouse Van Houten
Milhouse Van Houten je fiktivní postava z amerického animovaného seriálu Simpsonovi. Je to nejlepší kamarád Barta Simpsona ve čtvrté třídě paní Krabappelové na Springfieldské základní škole. Je to nejisté, důvěřivé a méně oblíbené dítě než Bart, které Bart často přivádí do problémů a využívá jeho naivity. Milhouse je pravidelným terčem školního rváče Nelsona Muntze a jeho přátel Jimba Jonese, Dolpha Starbeama a Kearneyho Zzyzwicze. Je zamilovaný do Bartovy sestry Lízy.
Milhouse poprvé debutoval v reklamě The Butterfinger Group v roce 1988, kdy se Simpsonovi ještě vysílali jako krátké skeče v The Tracey Ullman Show na stanici Fox. Když společnost Fox dala Simpsonovým zelenou pro plnohodnotný seriál, Milhouse se stal jednou z nejvýraznějších postav seriálu.
Milhouseův otec Kirk je v seriálu vyobrazen jako stereotypní mužský ztroskotanec středního věku, matkou Milhouse je Luann. Milhouseova rodina pochází z Itálie, kde Milhouse navštěvuje svou babičku, a tak mluví plynně italsky.
V původním znění Milhouse namlouvá Pamela Haydenová. V českém znění jej do 6. řady daboval Libor Terš a od 7. řady je jeho hlasem Pavel Tesař.

## Vytvoření
Milhouse byl navržen Mattem Groeningem pro plánovaný seriál na NBC, od kterého bylo upuštěno. Návrh byl poté použit pro reklamu The Butterfinger Group a bylo rozhodnuto postavu použít v seriálu. Milhouse byl pojmenován po americkém prezidentovi Richardu Nixonovi, jehož prostřední jméno bylo Milhous. Jméno bylo „nejnešťastnějším jménem, které Matt Groening pro dítě vymyslel“. O několik let dříve, v komiksu Life in Hell z roku 1986 s názvem What to Name the Baby, Groening uvedl Milhouse jako jméno, které „se již nedoporučuje“. Milhouse je mezi štábem oblíbený, Al Jean poznamenal, že „většina scenáristů má raději Milhouse než Barta“. Jeho příjmení mu dal Howard Gewirtz, spisovatel na volné noze, který napsal epizodu Homerova definice. Gewirtz dostal jméno od jedné z kamarádek své ženy. Podle Ardena Myrina a Danyho Goulda (bývalého scenáristy a spoluproducenta Simpsonových) inspiroval Milhouseův vzhled Robert Cohen, scenárista Simpsonových.

## Přijetí
Server Screen Rant v žebříčku 10 nejlepších Milhouseových dílů umístil na první pozici epizodu Radioaktivní muž a uvedl, že Milhouse zde „opravdu zazářil“.
Server Looper umístil Milhouse Van Houtena na 5. místo žebříčku 50 nejlepších postav Simpsonových všech dob a Web TVLine jej umístil na 7. pozici ze seznamu 32 nejlepších postav seriálu.